# Glycyphana bisignata
Glycyphana bisignata är en skalbaggsart som beskrevs av Ernst Gustav Kraatz 1885. Glycyphana bisignata ingår i släktet Glycyphana och familjen Cetoniidae. Inga underarter finns listade i Catalogue of Life.